# Capricorn Records
La Capricorn Records è stata un'etichetta discografica indipendente statunitense attiva dal 1969 al 2002.

## Artisti
Lista parziale degli artisti e dei gruppi che hanno pubblicato materiale con l'etichetta:
- The Allman Brothers Band
- Captain Beyond
- The Marshall Tucker Band
- Cake
- 311
- Dixie Dregs
- Widespread Panic
- Gov't Mule
- Galactic
- Hank Williams Jr.
- Kenny Chesney
- Dickey Betts
- Gregg Allman
- Elvin Bishop
- Screamin' Cheetah Wheelies
- Tinsley Ellis